# Miss Universe Vietnam
Miss Universe Vietnam (trước đây là Hoa hậu Hoàn vũ Việt Nam, hiện nay là Hoa hậu Hoàn vũ người Việt) là cuộc thi sắc đẹp cấp quốc gia tại Việt Nam để chọn ra đại diện của Việt Nam tham gia cuộc thi Hoa hậu Hoàn vũ, một trong Tứ đại Hoa hậu trên đấu trường nhan sắc quốc tế. Đương kim Hoa hậu Miss Universe Vietnam 2024 là Nguyễn Cao Kỳ Duyên, cô đăng quang vào ngày 14 tháng 9 năm 2024 tại Nhà thi đấu Phú Thọ, Thành phố Hồ Chí Minh.

## Lịch sử

### 2008–2022: Hoa hậu Hoàn vũ Việt Nam
Xuyên suốt các năm từ 2008 đến 2022, Miss Universe Vietnam đã có được tổ chức năm lần với tên gọi Hoa hậu Hoàn vũ Việt Nam. Với đại diện đầu tiên là Thùy Lâm đã lọt vào Top 15 tại cuộc thi Hoa hậu Hoàn vũ 2008 được tổ chức tại Nha Trang, Việt Nam. Thành tích cao nhất mà Việt Nam đạt được tại Hoa hậu Hoàn vũ là H'Hen Niê khi cô lọt vào Top 5 Hoa hậu Hoàn vũ 2018. Năm 2022, là năm cuối cùng mà Miss Universe Vietnam được gọi với tên gọi Hoa hậu Hoàn vũ Việt Nam.

### 2023–nay: Thay đổi chủ sở hữu, tách khỏi Hoa hậu Hoàn vũ Việt Nam
Vào năm 2023, thương hiệu Miss Universe Vietnam chính thức được cấp cho một đơn vị cấp phép quốc gia mới. Tuy nhiên, Hoa hậu Hoàn vũ Việt Nam vẫn được tiếp tục tổ chức như một cuộc thi độc lập với tên gọi mới - Miss Cosmo Vietnam, tách biệt với cuộc thi Miss Universe Vietnam mới. Do đó, Miss Universe Vietnam sẽ không còn là Hoa hậu Hoàn vũ Việt Nam và tạm thời không có tên gọi tiếng Việt.

## Danh sách Hoa hậu và Á hậu
| Năm  | Miss Universe Vietnam          | Á hậu                         | Á hậu                                       | Địa điểm tổ chức                                    | Thí sinh |
| Năm  | Miss Universe Vietnam          | Á hậu 1                       | Á hậu 2                                     | Địa điểm tổ chức                                    | Thí sinh |
| ---- | ------------------------------ | ----------------------------- | ------------------------------------------- | --------------------------------------------------- | -------- |
| 2023 | Bùi Quỳnh Hoa (Hà Nội)         | Nguyễn Thị Hương Ly (Gia Lai) | Trịnh Thị Hồng Đăng (Thành phố Hồ Chí Minh) | Nhà hát Hòa Bình, Quận 10, Thành phố Hồ Chí Minh    | 18       |
| 2024 | Nguyễn Cao Kỳ Duyên (Nam Định) | Nguyễn Quỳnh Anh (Hà Nội)     | Vũ Thúy Quỳnh (Điện Biên)                   | Nhà thi đấu Phú Thọ, Quận 11, Thành phố Hồ Chí Minh | 33       |

### Bảng xếp hạng chiến thắng
| Tỉnh/Thành phố | Số lượng | Năm đăng quang |
| Hà Nội         | 1        | 2023           |
| Ninh Bình      | 1        | 2024           |

1. ↑  Kể từ ngày 12 tháng 6 năm 2025, tỉnh Nam Định trở thành một phần của tỉnh Ninh Bình.

### Bảng xếp hạng Á hậu
| Tỉnh/Thành phố        | Số lần | Năm  |
| Gia Lai               | 1      | 2023 |
| Thành phố Hồ Chí Minh | 1      | 2023 |
| Hà Nội                | 1      | 2024 |
| Điện Biên             | 1      | 2024 |

## Danh sách các đại diện tham gia thi đấu quốc tế

### Tại Hoa hậu Hoàn vũ
- : Hoa hậu
- : Á hậu hoặc Top 5/6
- : Bán kết
- : Giải thưởng

| Năm  | Đại diện            | Danh hiệu                  | Thứ hạng | Giải thưởng                                             |
| 2023 | Bùi Quỳnh Hoa       | Miss Universe Vietnam 2023 | Không    | Không đạt giải                                          |
| 2024 | Nguyễn Cao Kỳ Duyên | Miss Universe Vietnam 2024 | Top 30   | - 3rd Place Best National Costume - Top 20 Best Make-Up |